# Kostel svatého Filipa a Jakuba (Lelekovice)
Kostel svatého Filipa a Jakuba je římskokatolický chrám v obci Lelekovice v okrese Brno-venkov. Je chráněn jako kulturní památka České republiky. Je filiálním kostelem vranovské farnosti.

## Historie
Lelekovický kostel, původně asi zasvěcený Panně Marii, byl postaven v románském slohu zřejmě v polovině 13. století. Jednalo se o jednoduchou jednolodní plochostropou stavbu s pravoúhle zakončeným kněžištěm, přičemž do dnešních dnů se dochovaly jak obvodové zdi lodi, tak i kněžiště. Ze začátku 14. století pochází portál v jižní stěně lodi. Asi před polovinou 14. století byl nedaleko kostela vybudován lelekovický hrad. Chrám byl upraven na konci 15. století, došlo ke zvýšení obvodových zdí, zřízení opěrných pilířů a zaklenutí křížovou klenbou, k jižní stěně presbytáře byla také přistavěna sakristie, nad níž byla asi v roce 1567 vybudována věž s dřevěným zvonicovým patrem. Zvonice byla v roce 1873 zbořena a nahrazena hranolovou věží v západním průčelí kostela. Ve stejné době byla přistavěna k východnímu závěru kněžiště nová sakristie. Na přelomu 60. a 70. let 20. století došlo k liturgickým úpravám kostela, jejichž autorem je architekt Josef Opatřil. Autorkou křížové cesty (1967) je grafička Jarmila Totušková.
Kolem kostela se nachází hřbitov.

## Galerie

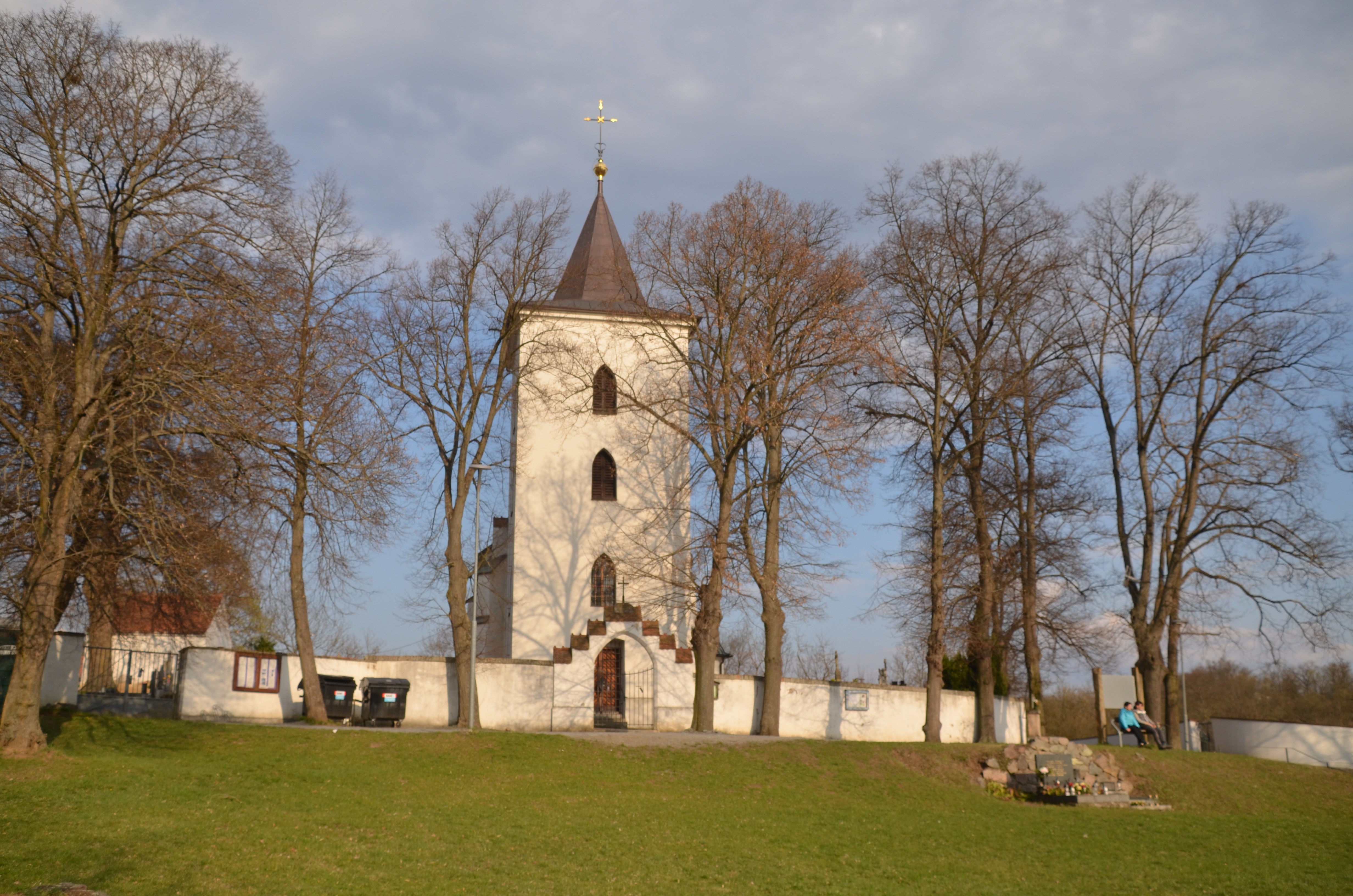
Kostel s ohradní zdí, pohled od západu
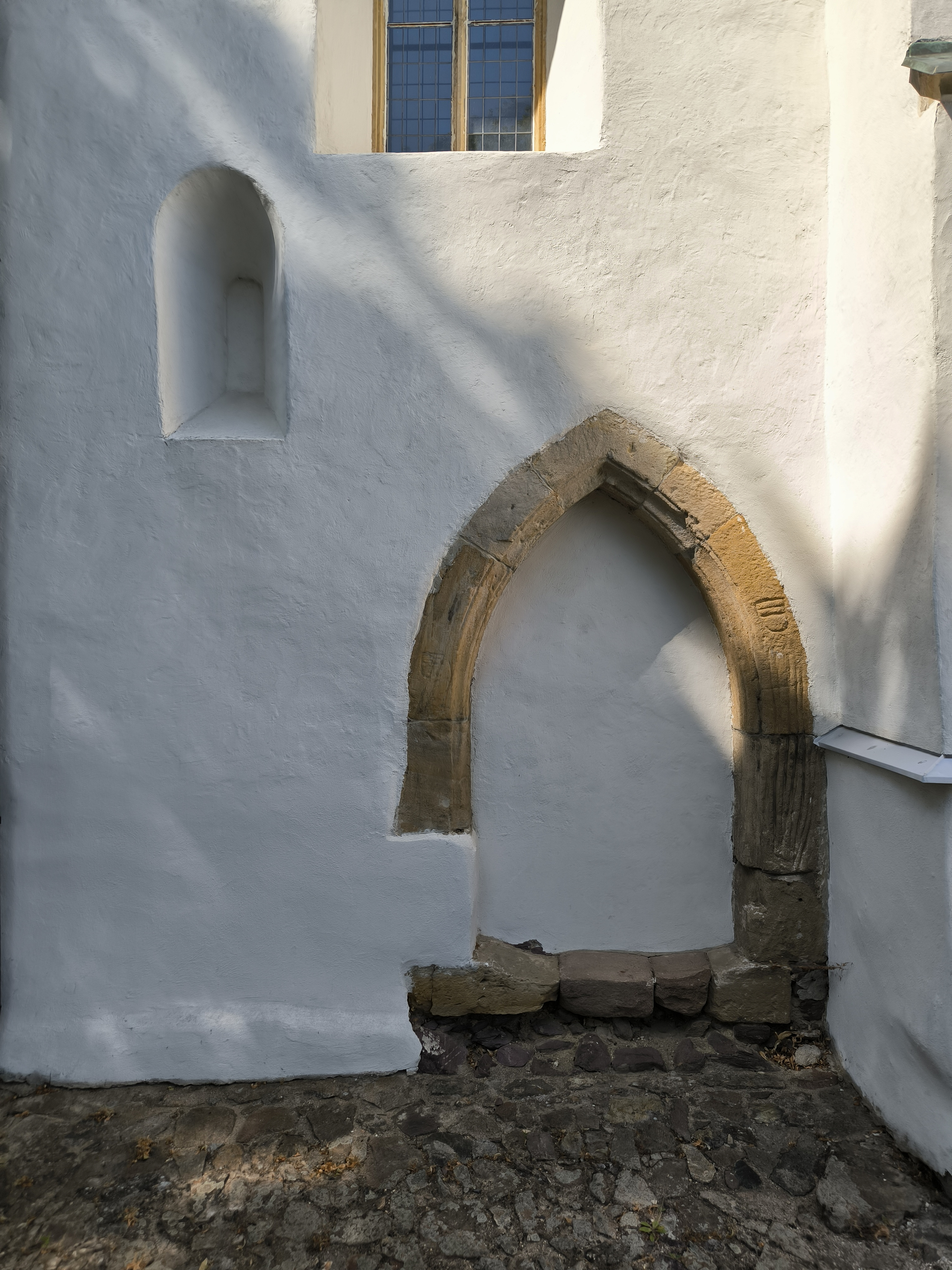
Zazděné románské okno a gotický portál v jižní stěně lodi
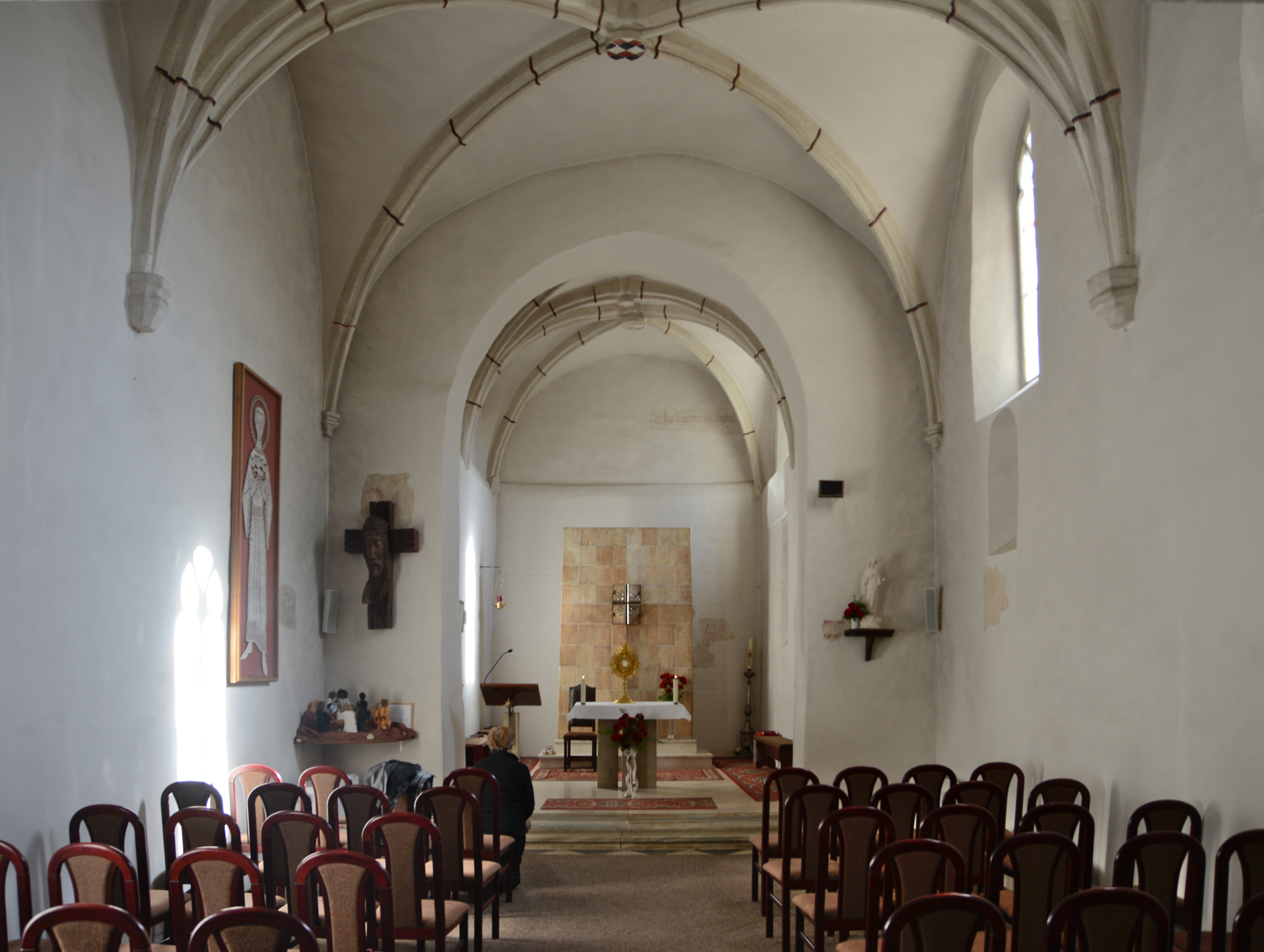
Interiér kostela